# Abigail Pietersen
Pour les articles homonymes, voir Pietersen.
Abigail Pietersen, née le 1er octobre 1984 à Le Cap dans le Cap-Occidental, est une patineuse sud-africaine. Elle est championne d'Afrique du Sud en 2010.

## Biographie

### Carrière sportive
Abigail Pietersen est championne d'Afrique du Sud en 2010.
Elle représente son pays à six championnats des quatre continents (2003 à Pékin, 2004 à Hamilton, 2007 à Colorado Springs, 2008 à Goyang, 2009 à Vancouver et 2010 à Jeonju) et à un mondial (2010 à Turin). Elle n'a jamais participé aux Jeux olympiques d'hiver.

## Palmarès
| Compétitions principales           | 2003 | 2004 | 2005 | 2006 | 2007 | 2008 | 2009 | 2010 |
| Jeux olympiques d'hiver            |      |      |      |      |      |      |      |      |
| Championnats du monde              |      |      |      |      |      |      |      | 49e  |
| Championnats des quatre continents | 23e  | 24e  |      |      | 23e  | 26e  | 32e  | 29e  |
| Championnats d'Afrique du Sud      |      | 3e   | 3e   |      | 2e   | 2e   | 3e   | 1er  |
| Légende : A = Abandon              |      |      |      |      |      |      |      |      |